# Église Saint-Quémeau de Locquémeau
L'église Saint-Quémeau est située à Trédrez-Locquémeau en France.

## Localisation
L'église est située sur le territoire de la commune de Trédrez-Locquémeau, dans le département  des Côtes-d'Armor, dans la région Bretagne.

## Description
Édifice du XVIe siècle, style gothique flamboyant, présentant un plan dissymétrique qui semble voulu et non résultant de transformations successives. Le clocher ne paraît pas antérieur au XVIIe siècle. Vitraux  de Gérard Lardeur.

## Historique
L'église est classée au titre des monuments historiques par arrêté du 20 mars 1922, la croix et la clôture du cimetière sont classées par arrêté du 16 octobre 1922.

## Galerie

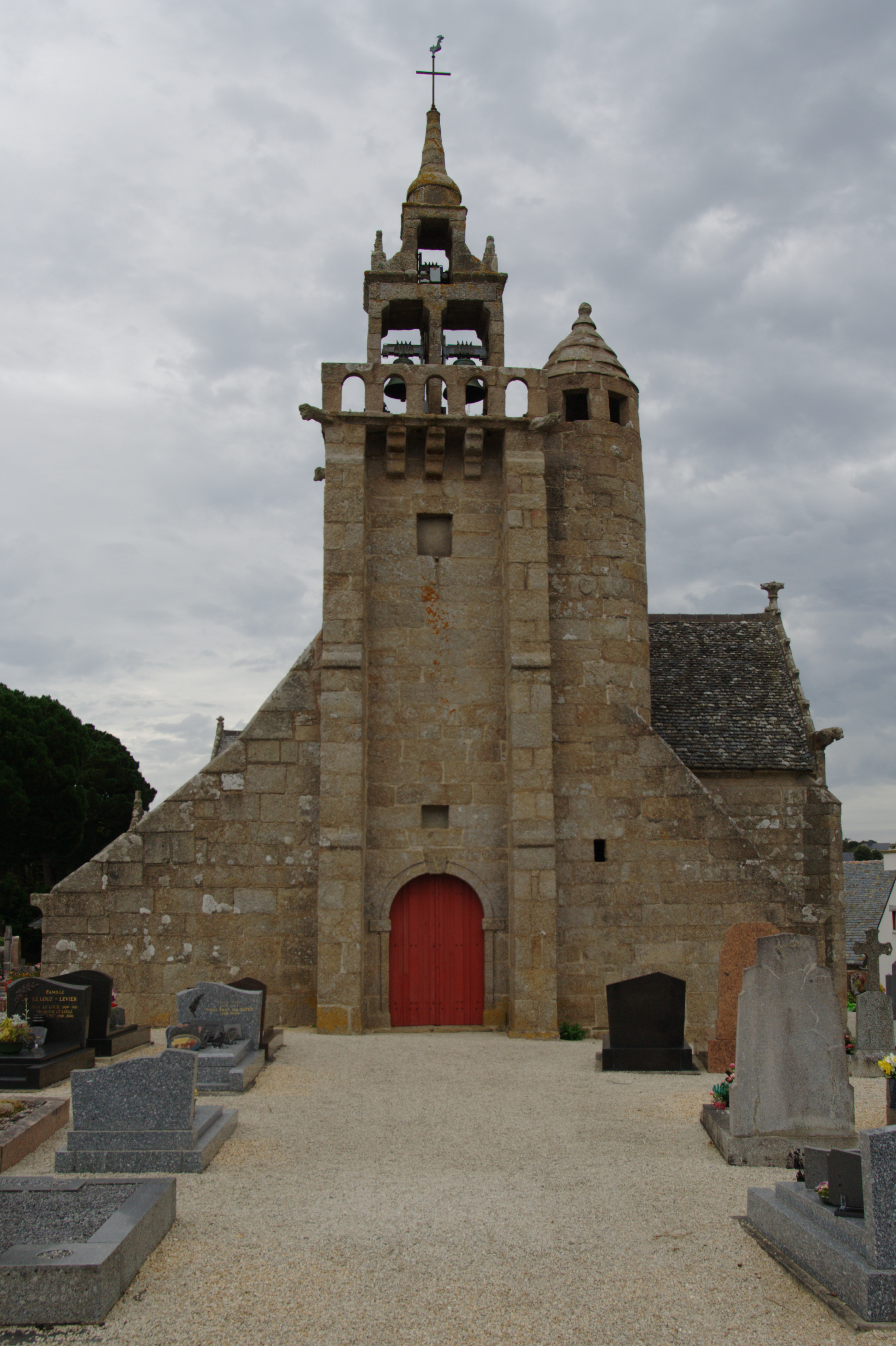
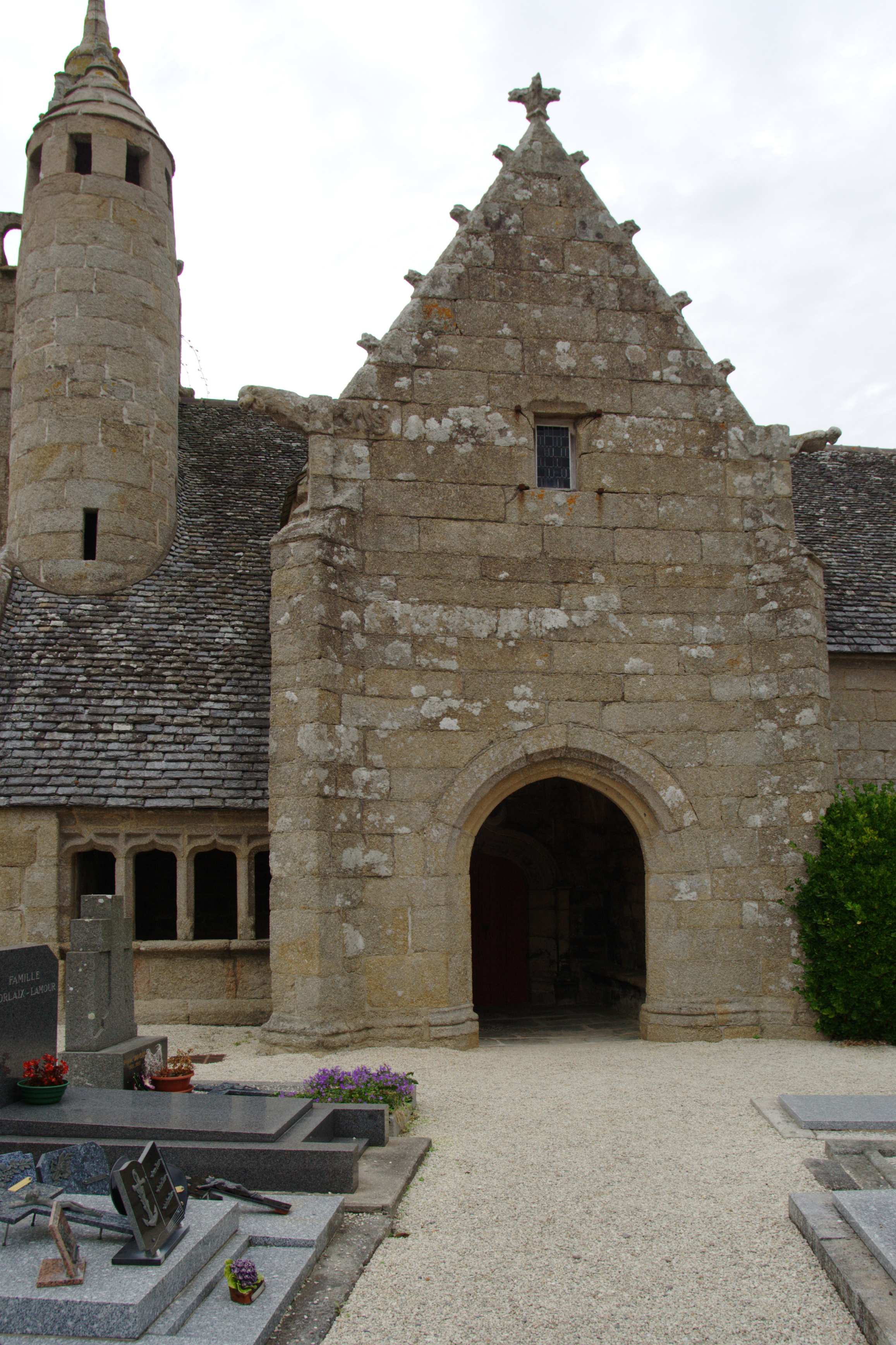
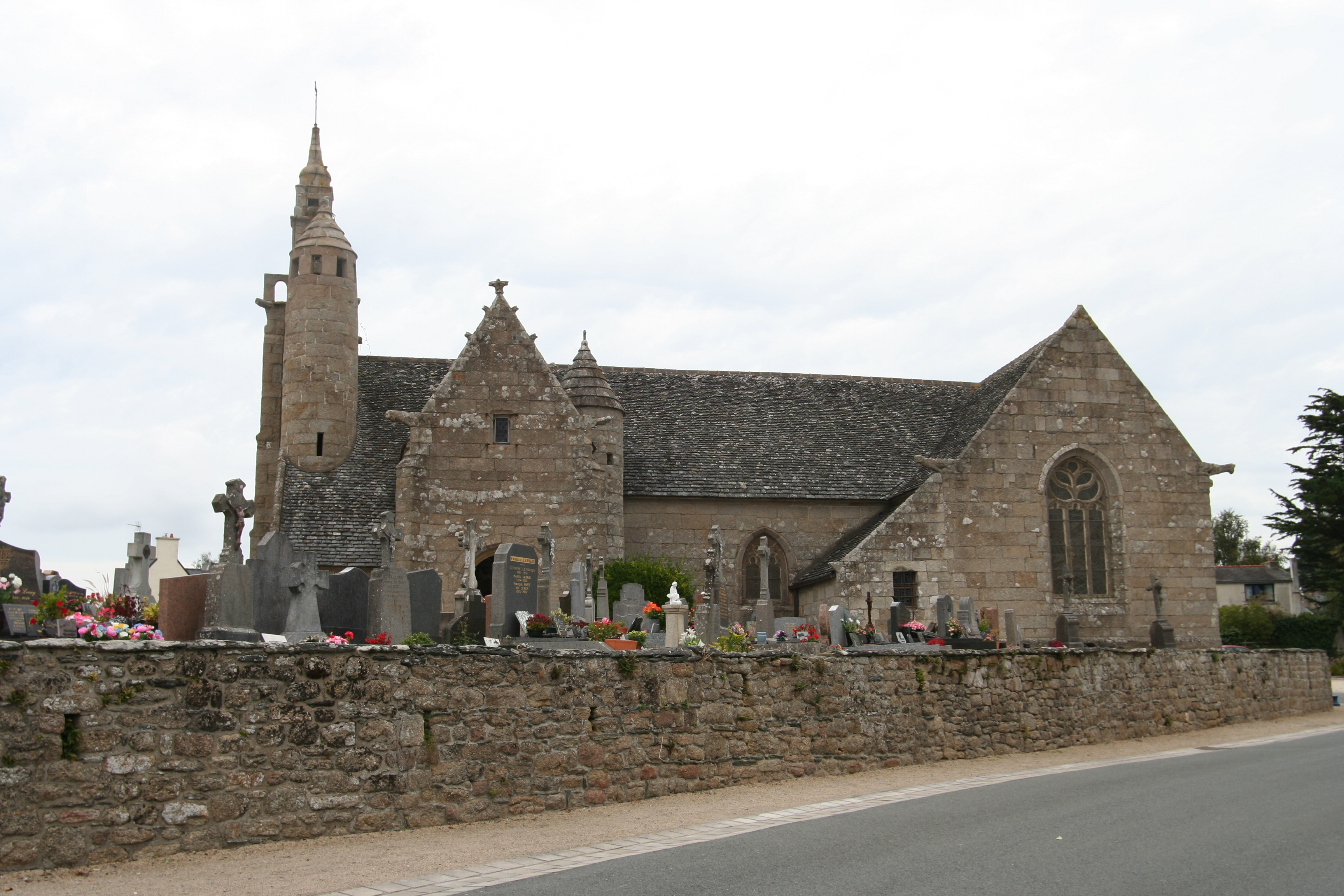
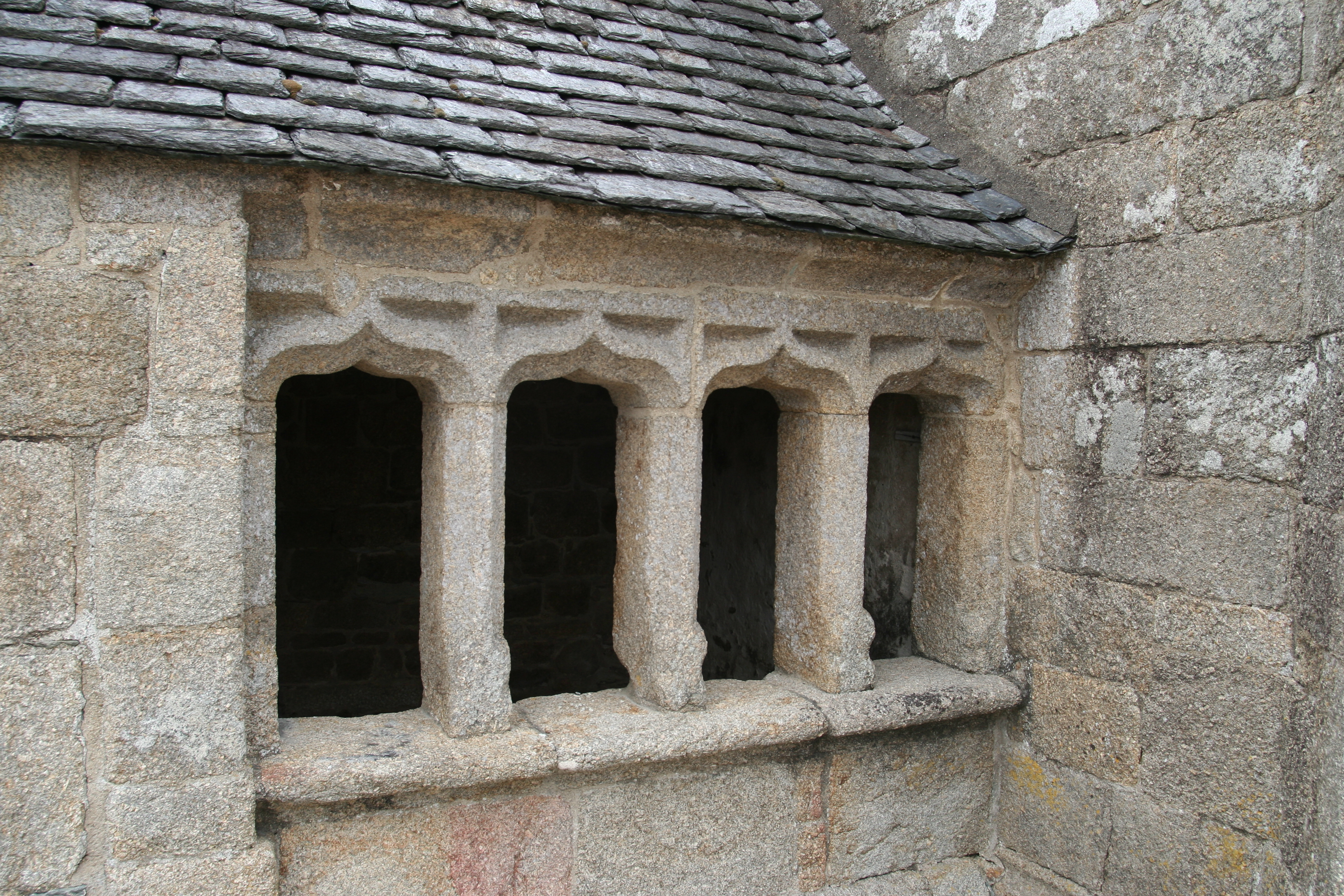
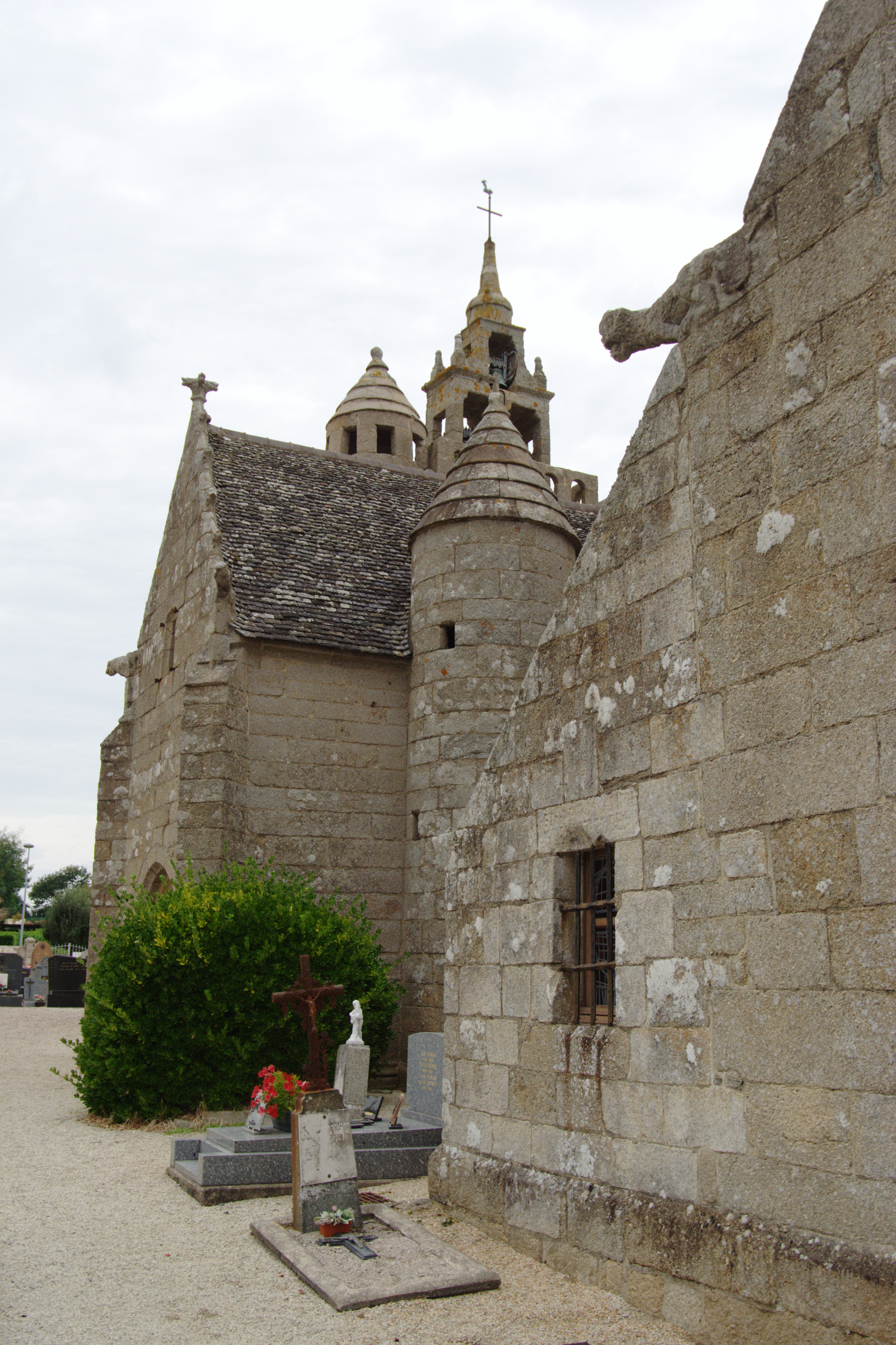
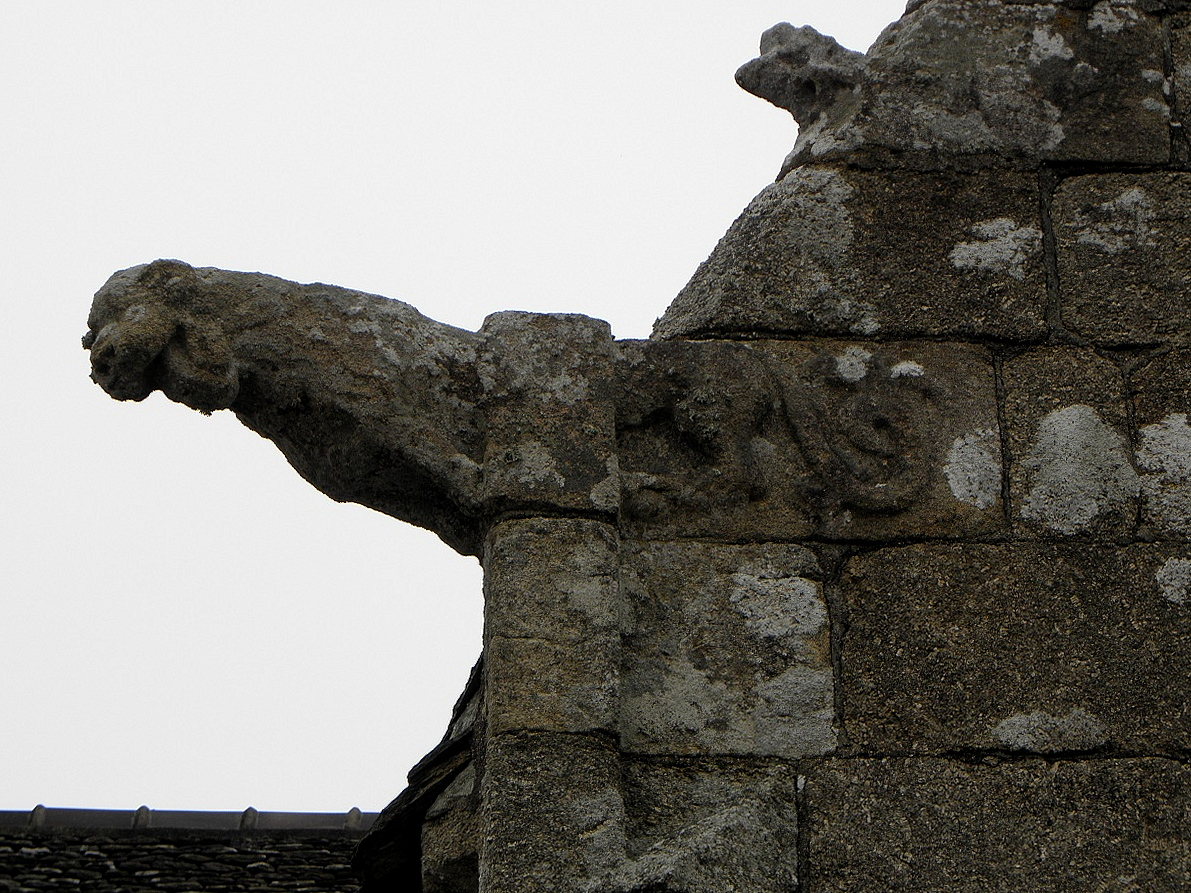